# Hennipsloot

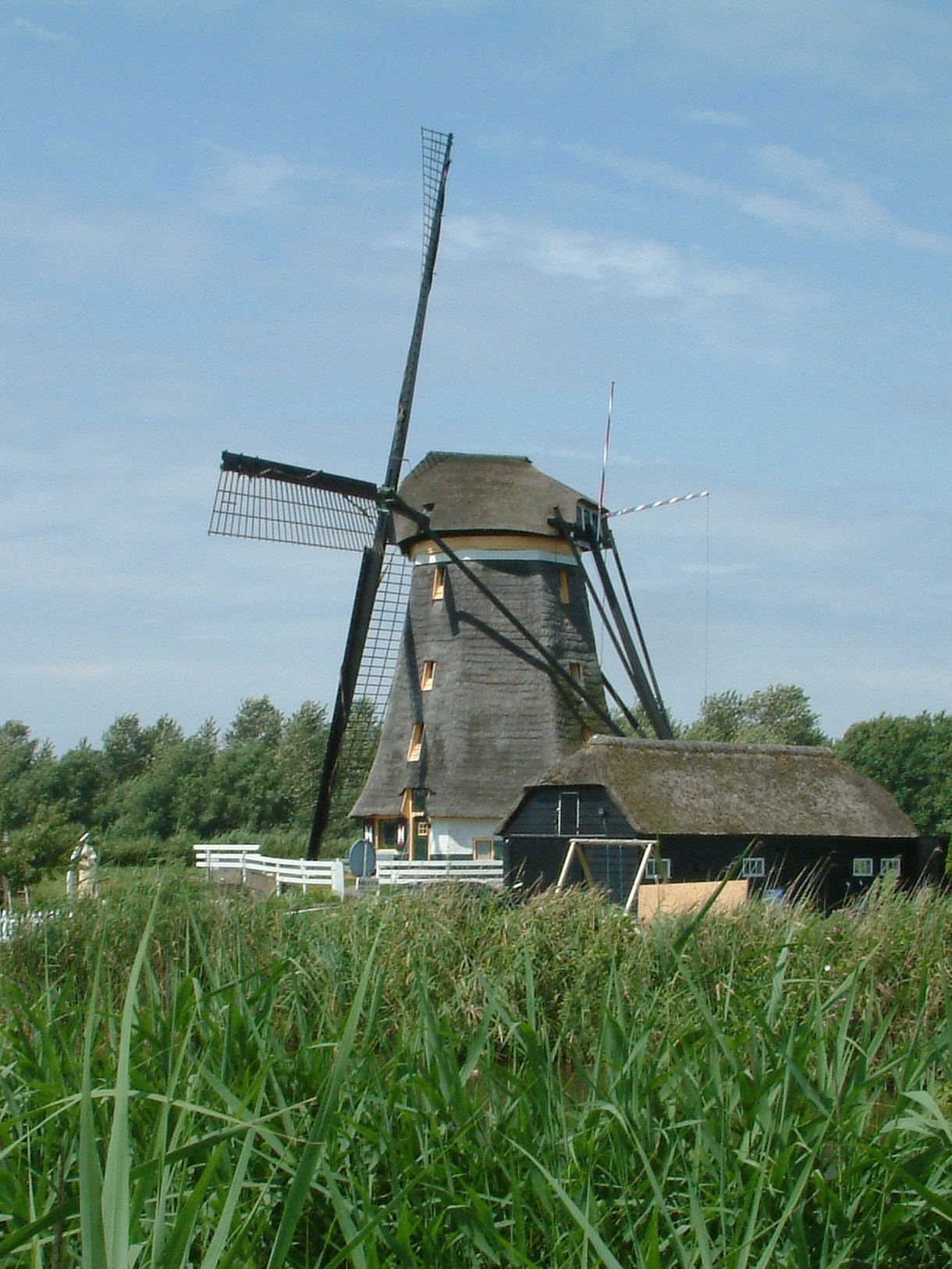
De Eendrachtsmolen aan de Hennipsloot

De Hennipsloot is een vaarverbinding en hoofdwatergang van 2,47 kilometer tussen de Rottemeren en de Ringvaart van de Zuidplaspolder bij Zevenhuizen. Vanaf de Rotte schut men naar de Hennipsloot via het Zevenhuizer Verlaat en vaart via de sloot door de beweegbare Catgesbrug (een hefbrug) in Zevenhuizen naar de ringvaart.
In vroeger tijden lagen er langs de Hennipsloot laad- en loswallen, waar schepen afmeerden die turf kwamen halen uit het verveninggebied in de omgeving. Stadsafval werd door turfschippers meegenomen als retourlading naar de gebieden waar men turf ging halen. Veel materiaal is in 2013 gevonden bij het uitbaggeren van de sloot, in leeftijd variërend van omstreeks het midden van de 16e eeuw tot aan het begin van de 20e eeuw.

## Foto's

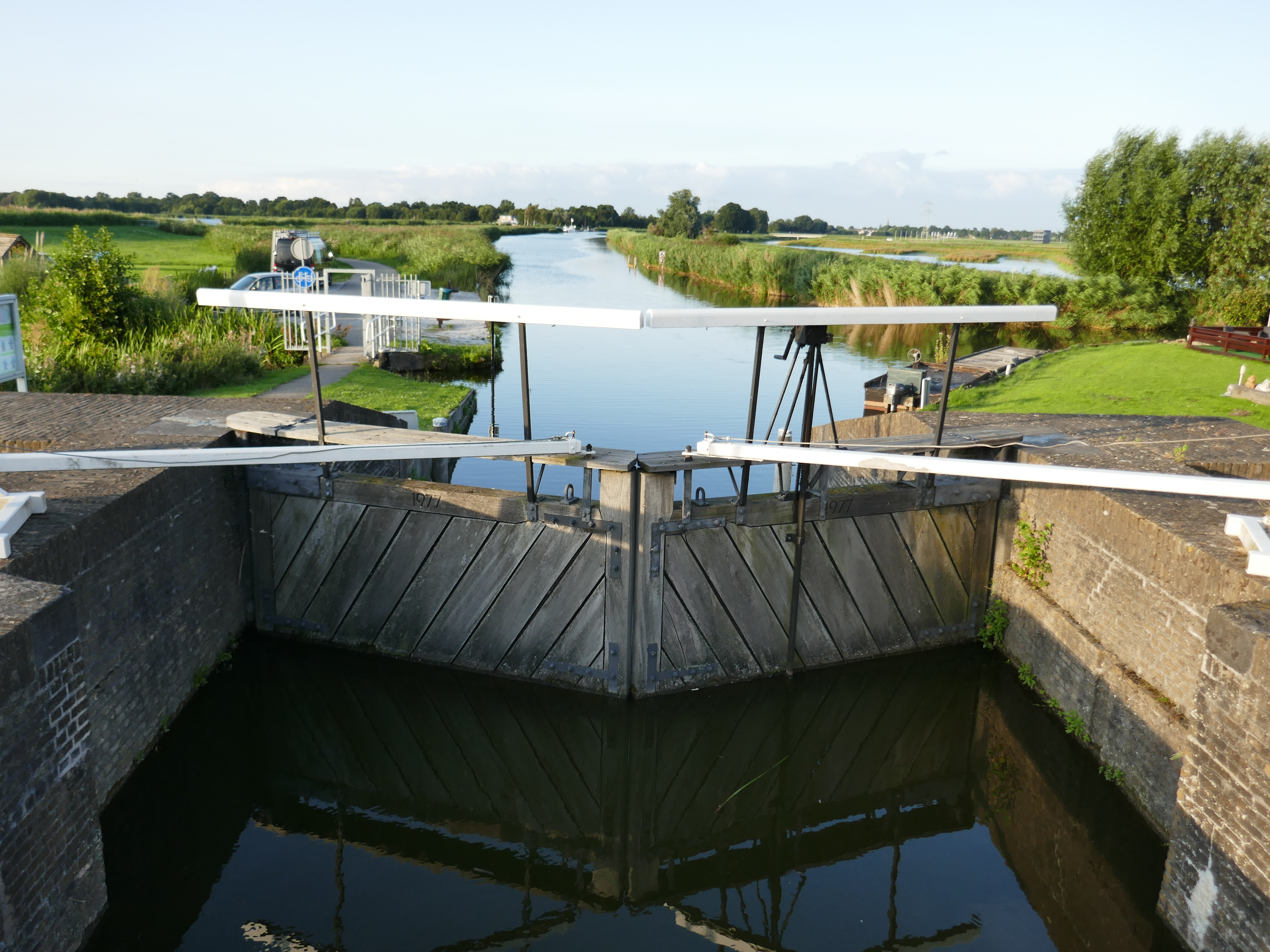
Vanaf de brug over het Zevenhuizer Verlaat
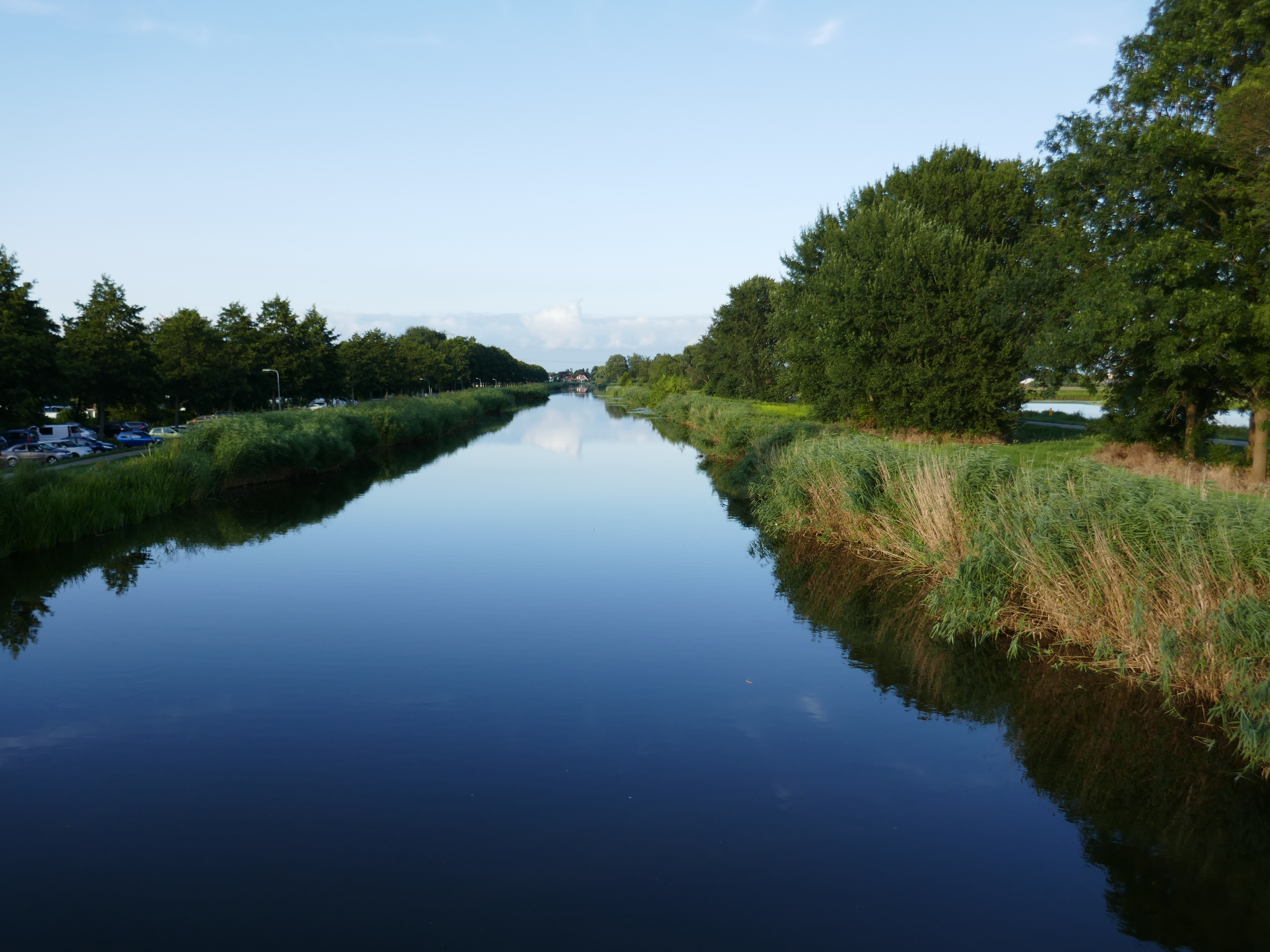
Vanaf de brug bij het Korenmolengat